# Chelicerca auricollis
Chelicerca auricollis is een insectensoort uit de familie Anisembiidae, die tot de orde webspinners (Embioptera) behoort. De soort komt voor in Panama.
Chelicerca auricollis is voor het eerst wetenschappelijk beschreven door Ross in 1992.